# 亜熱帯

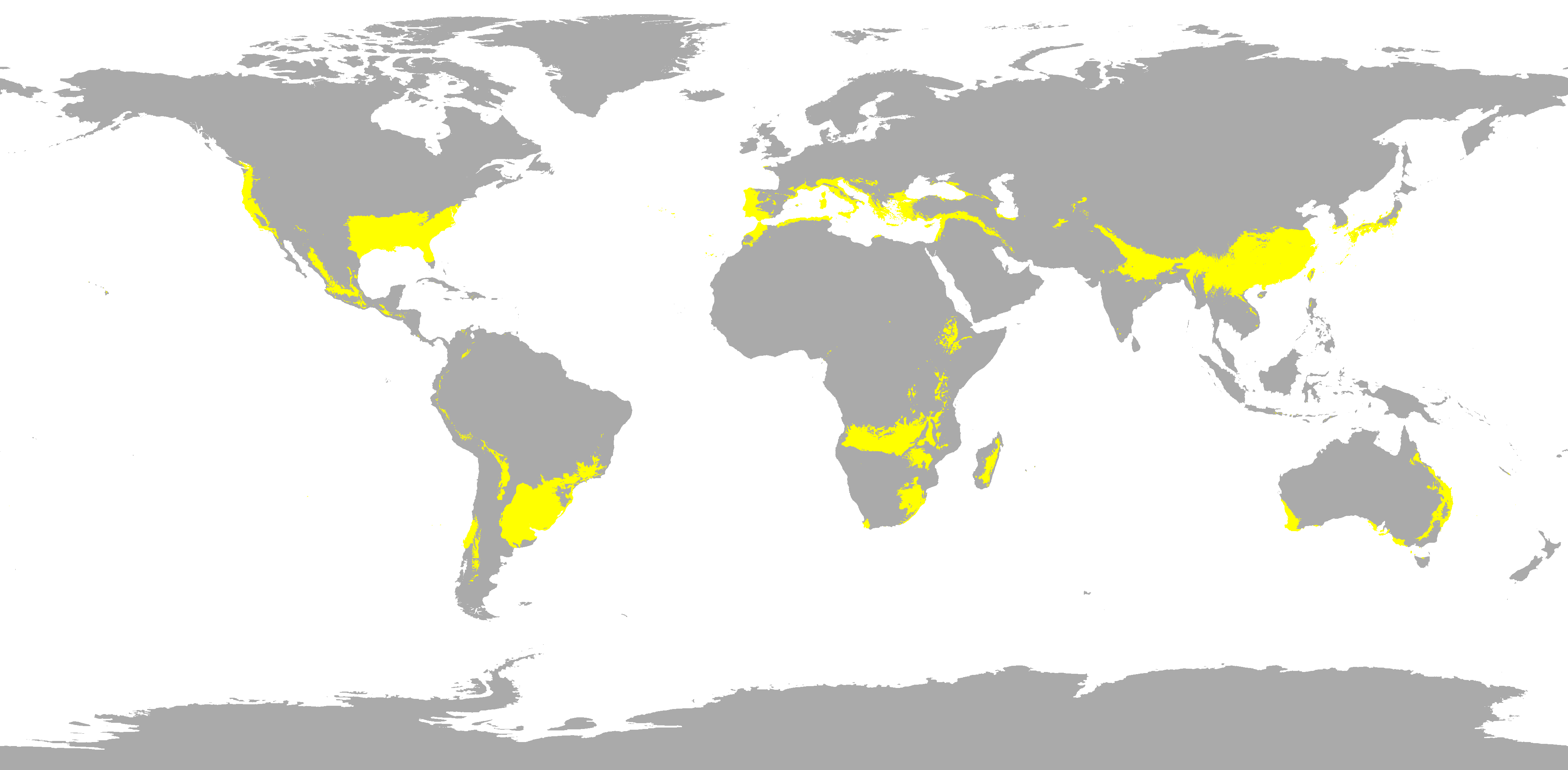
亜熱帯

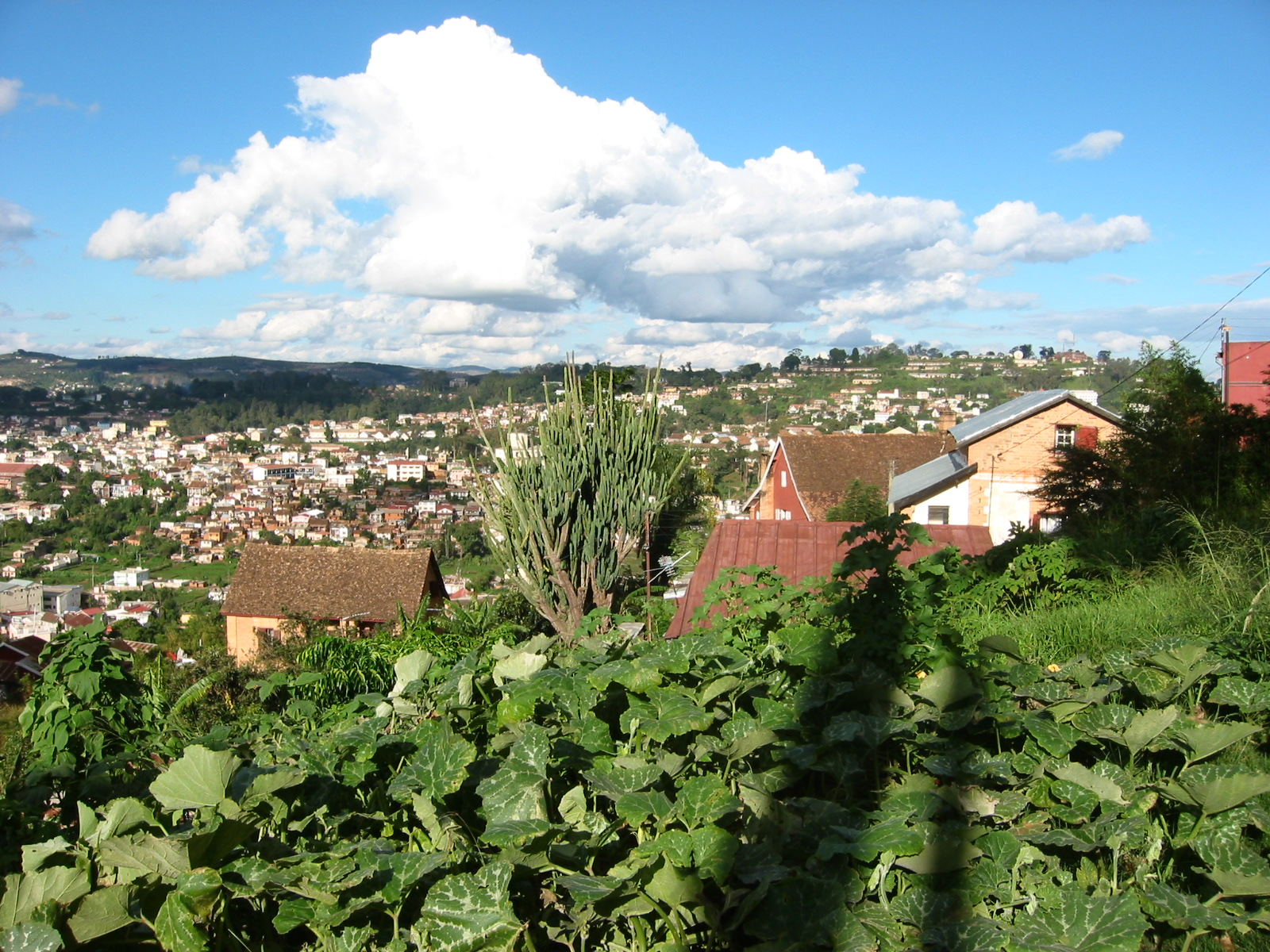
アンタナナリボの風景（マダガスカル）

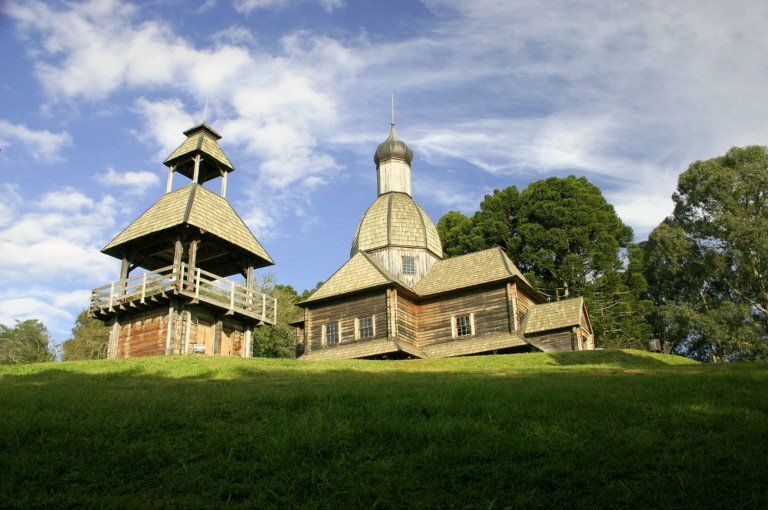
ブラジルの亜熱帯地域（クリチバ）

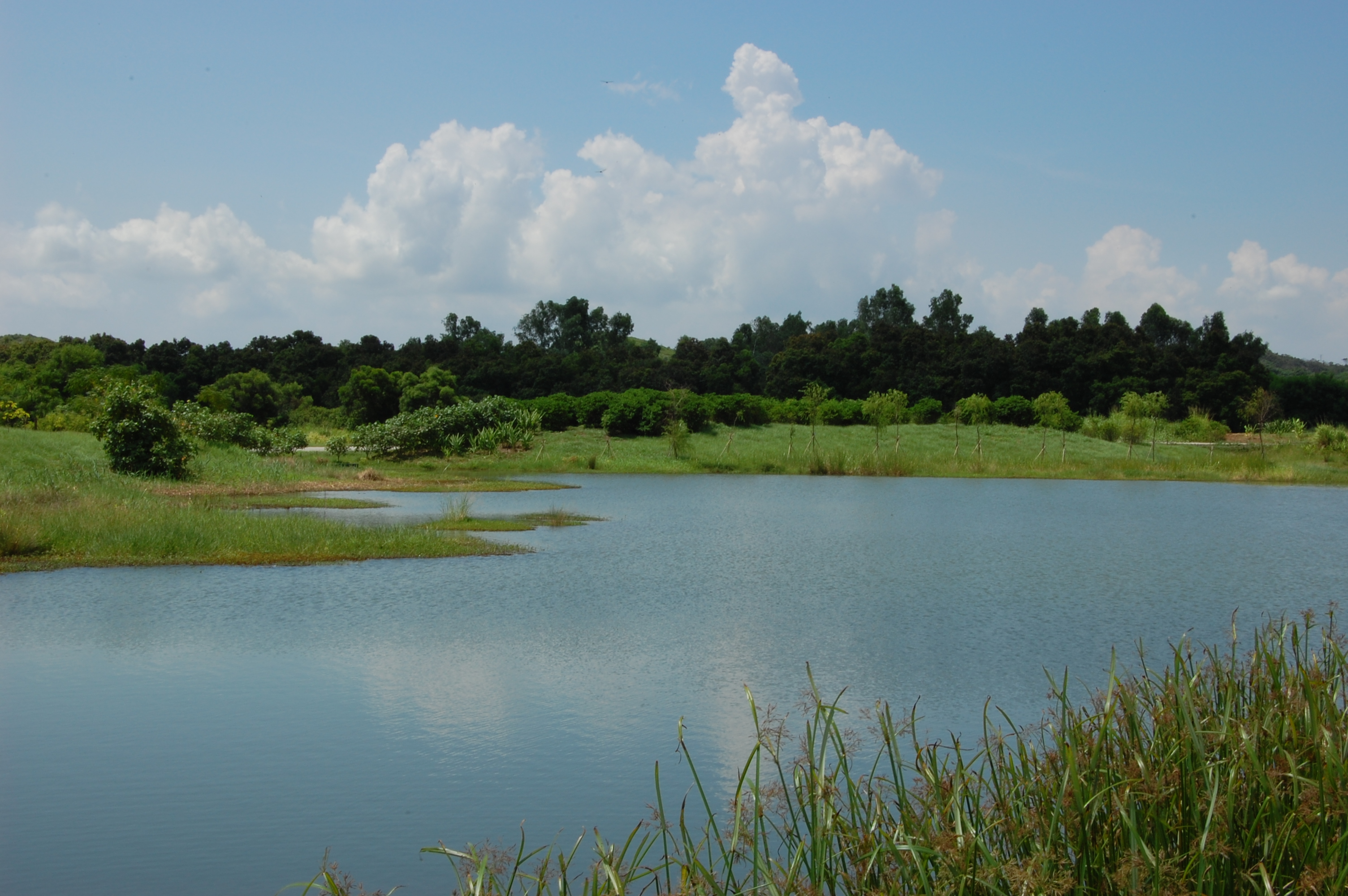
湿地公園（香港）

亜熱帯（あねったい、英: subtropics）とは、熱帯に次いで気温の高い地域のこと。熱帯のように高温の夏、および比較的穏やかな冬という特徴を持つ地域を指す。

## 定義
亜熱帯の定義として広く認められたものはなく、人や場合によってさまざまな意味合いで使われる。
日本語においては、一般に、亜熱帯といえば北回帰線と南回帰線（それぞれ北緯・南緯23.5度）付近の緯度が20度から30度あたりの地域を漠然と指すことが多い。この緯度の地域は、本来亜熱帯高圧帯（中緯度高圧帯）の影響下でほとんど雨が降らず、ステップや砂漠などの乾燥帯となる。しかし、大陸の東岸においてはモンスーンの影響を受けるため非常に湿潤となり、熱帯モンスーン気候や温暖湿潤気候など熱帯や温帯に属する気候となる。
亜熱帯に対応する英語は subtropics であるとされるが、これは南北回帰線から緯度35度あたりの地域を指すことが多い。例えば、アメリカ気象学会は亜熱帯の極方向の限界を南北緯度35度あたりとしている。この基準は、日本を含む大陸東岸周辺においては下記におけるケッペン、アリソフ、およびトレワーサの気候区分における亜熱帯の限界と概ね一致し、また常緑広葉樹林の限界とも概ね一致する。一方、地中海周辺や大陸西岸においてはこれらの意味での亜熱帯は緯度40 - 45度付近、つまり地中海性気候の地域まで広がっている。
ケッペンの気候区分には亜熱帯という区分はないが、温帯において最暖月平均気温が22°C以上である温暖湿潤気候 (Cfa) 、温帯夏雨気候 (Cwa) 、地中海性気候 (Csa) を亜熱帯を構成する気候と考えることがある。なお、温帯夏雨気候 (Cwa) の別名として「亜熱帯モンスーン気候」と呼ぶことがある。
フローンの気候区分においては、亜熱帯乾燥帯（記号：PP）と亜熱帯冬雨帯（記号：PW）が存在する。PPはケッペンの気候区分の乾燥帯 (B) 、PWは地中海性気候 (Cs) に相当する。
アリソフの気候区分においては、気候帯4すなわち「高日季（夏）は熱帯気団、低日季（冬）は寒帯気団に支配される地域」が亜熱帯と呼ばれている。
トレワーサの気候区分 (en) においては、「月平均気温が10°C以上の月が8ヶ月以上あり、なおかつ熱帯や乾燥帯でない地域」が亜熱帯と呼ばれている。
その他、温帯に属する地域の中で最寒月の最低気温の平均 （平均気温ではない）が摂氏0度以下には下がらない地域、温帯であって年平均気温が18度以上かつ最寒月の平均気温が10度もしくは14度以上である地域、平均気温20℃以上の月が4～11か月までで20℃以下の月が1～8か月の範囲の地域、冬季の平均気温がほぼ15度以上ある地域であるなどの定義がされることもある。

## 亜熱帯の地域・都市
アメリカ合衆国カリフォルニア州南部、フロリダ州北・中部、メキシコ湾岸北部、オーストラリア東海岸、南アフリカなどを含む。
- 那覇市（日本、北緯26.1度）[7]
- 台北市（台湾、北緯25.5度）[8]
- 香港特別行政区（香港、北緯22.3度）[9]
- 広州市（中国、北緯23度）[10]
- ハノイ（ベトナム、北緯21度）
- ブリスベン（オーストラリア、南緯27度28分）[11]
- ニューオーリンズ（アメリカ合衆国、北緯29.9度）